# Скашин
Скашин (пол. Skaszyn) — село в Польщі, у гміні Любранець Влоцлавського повіту Куявсько-Поморського воєводства.
Населення — 155 осіб (2011).
У 1975-1998 роках село належало до Влоцлавського воєводства.

## Демографія
Демографічна структура станом на 31 березня 2011 року:
|          | Загалом | Допрацездатний вік | Працездатний вік | Постпрацездатний вік |
| -------- | ------- | ------------------ | ---------------- | -------------------- |
| Чоловіки | 76      | 17                 | 51               | 8                    |
| Жінки    | 79      | 22                 | 43               | 14                   |
| Разом    | 155     | 39                 | 94               | 22                   |